# آسورا
آسورا (نام علمی: Asura) نام یک سرده از بالاخانواده جغدی‌واران است.